# Svezia ai Giochi della XI Olimpiade
La Svezia partecipò ai Giochi della XI Olimpiade, svoltisi a Berlino, Germania, dal 1º al 16 agosto 1936, con una delegazione di 171 atleti impegnati in diciassette discipline.

## Medagliere

### Per discipline
| Sport              | Oro | Argento | Bronzo | Totale |
| ------------------ | --- | ------- | ------ | ------ |
| Lotta greco-romana | 3   | 2       | 1      | 6      |
| Lotta libera       | 1   | 1       | 1      | 3      |
| Canoa/kayak        | 1   | 0       | 1      | 2      |
| Tiro               | 1   | 0       | 1      | 2      |
| Vela               | 0   | 1       | 1      | 2      |
| Scherma            | 0   | 1       | 0      | 1      |
| Atletica leggera   | 0   | 0       | 2      | 2      |
| Equitazione        | 0   | 0       | 1      | 1      |
| Pugilato           | 0   | 0       | 1      | 1      |
| Totale             | 6   | 5       | 9      | 20     |

### Medaglie
| Medaglia | Atleta                                                                                  | Sport              | Evento                   |
| -------- | --------------------------------------------------------------------------------------- | ------------------ | ------------------------ |
| Oro      | Sven Johansson Erik Bladström                                                           | Canoa/kayak        | F2 10000 metri           |
| Oro      | Rudolf Svedberg                                                                         | Lotta greco-romana | Pesi welter              |
| Oro      | Ivar Johansson                                                                          | Lotta greco-romana | Pesi medi                |
| Oro      | Axel Cadier                                                                             | Lotta greco-romana | Pesi medio-massimi       |
| Oro      | Knut Fridell                                                                            | Lotta libera       | Pesi medio-massimi       |
| Oro      | Torsten Ullman                                                                          | Tiro               | Pistola 50 metri         |
| Argento  | Egon Svensson                                                                           | Lotta greco-romana | Pesi gallo               |
| Argento  | John Nyman                                                                              | Lotta greco-romana | Pesi massimi             |
| Argento  | Thure Andersson                                                                         | Lotta libera       | Pesi welter              |
| Argento  | Hans Granfelt Sven Thofelt Gustav Almgren Gustaf Dyrssen Hans Drakenberg Birger Cederin | Scherma            | Spada a squadre maschile |
| Argento  | Arvid Laurin Uno Wallentin                                                              | Vela               | Star                     |
| Bronzo   | Henry Jonsson                                                                           | Atletica leggera   | 5000 metri piani         |
| Bronzo   | Fred Warngård                                                                           | Atletica leggera   | Lancio del martello      |
| Bronzo   | Tage Fahlborg Helge Larsson                                                             | Canoa/kayak        | K2 10000 metri           |
| Bronzo   | Gregor Adlercreutz Sven Colliander Folke Sandström                                      | Equitazione        | Dressage a squadre       |
| Bronzo   | Einar Karlsson                                                                          | Lotta greco-romana | Pesi piuma               |
| Bronzo   | Gösta Jönsson-Frändfors                                                                 | Lotta libera       | Pesi piuma               |
| Bronzo   | Erik Ågren                                                                              | Pugilato           | Pesi leggeri             |
| Bronzo   | Torsten Ullman                                                                          | Tiro               | Pistola 25 metri         |
| Bronzo   | Dagmar Salén Lennart Ekdahl Martin Hindorff Sven Salén Torsten Lord                     | Vela               | 6 metri                  |

## Risultati

### Calcio
| Atleta | Classifica |                   |
| --- | --- | ----------------- |
| V · D · M Nazionale svedese · Calcio ai Giochi Olimpici Estivi 1936 P Bergqvist · P Sjöberg · D O. Andersson · D Källström · D Sköld · C Almgren · C G. Andersson · C Carlund · C Emanuelsson · C Ericsson · C Eriksson · C T. Johansson · C Lind · C Snitt · A Grahn · A Hallman · A H. Johansson · A Jonasson · A Josefsson · A Kroon · A Persson · A Törnkvist · CT : Pettersson | 9° |                   |
| Nazionale svedese · Calcio ai Giochi Olimpici Estivi 1936 | |                   |
| P Bergqvist · P Sjöberg · D O. Andersson · D Källström · D Sköld · C Almgren · C G. Andersson · C Carlund · C Emanuelsson · C Ericsson · C Eriksson · C T. Johansson · C Lind · C Snitt · A Grahn · A Hallman · A H. Johansson · A Jonasson · A Josefsson · A Kroon · A Persson · A Törnkvist · CT: Pettersson                                                                      | P Bergqvist · P Sjöberg · D O. Andersson · D Källström · D Sköld · C Almgren · C G. Andersson · C Carlund · C Emanuelsson · C Ericsson · C Eriksson · C T. Johansson · C Lind · C Snitt · A Grahn · A Hallman · A H. Johansson · A Jonasson · A Josefsson · A Kroon · A Persson · A Törnkvist · CT: Pettersson | Svezia (bandiera) |

### Pallanuoto
| Atleta | Classifica |                   |
| --- | --- | ----------------- |
| V · D · M Nazionale maschile svedese di pallanuoto · Giochi olimpici - Berlino 1936 Andersson · Berg · Holm · Lindzén · Ljungqvist · Nauman · Persson · Pettersson · Sandström · Svensson · Sjöström · CT : - | 7° |                   |
| Nazionale maschile svedese di pallanuoto · Giochi olimpici - Berlino 1936 | |                   |
| Andersson · Berg · Holm · Lindzén · Ljungqvist · Nauman · Persson · Pettersson · Sandström · Svensson · Sjöström · CT: -                                                                                      | Andersson · Berg · Holm · Lindzén · Ljungqvist · Nauman · Persson · Pettersson · Sandström · Svensson · Sjöström · CT: - | Svezia (bandiera) |